# Klimkovice
Pour les articles homonymes, voir Königsberg (homonymie).
Klimkovice (en allemand : Königsberg in Schlesien) est une ville du district d'Ostrava-Ville, dans la région de Moravie-Silésie, en République tchèque. Sa population s'élevait à 4 536 habitants en 2024.

## Géographie
Klimkovice se trouve à 11 km à l'ouest-sud-ouest du centre d'Ostrava et à 267 km à l’est-sud-est de Prague.
La commune est limitée par Vřesina au nord, par Ostrava à l'est, par Jistebník au sud, et par Bravantice, Olbramice et Čavisov à l'ouest.

## Histoire
La première mention écrite de la localité date de 1393.

## Administration
La commune se compose de quatre sections :
- Klimkovice
- Hýlov
- Josefovice
- Václavovice

## Galerie

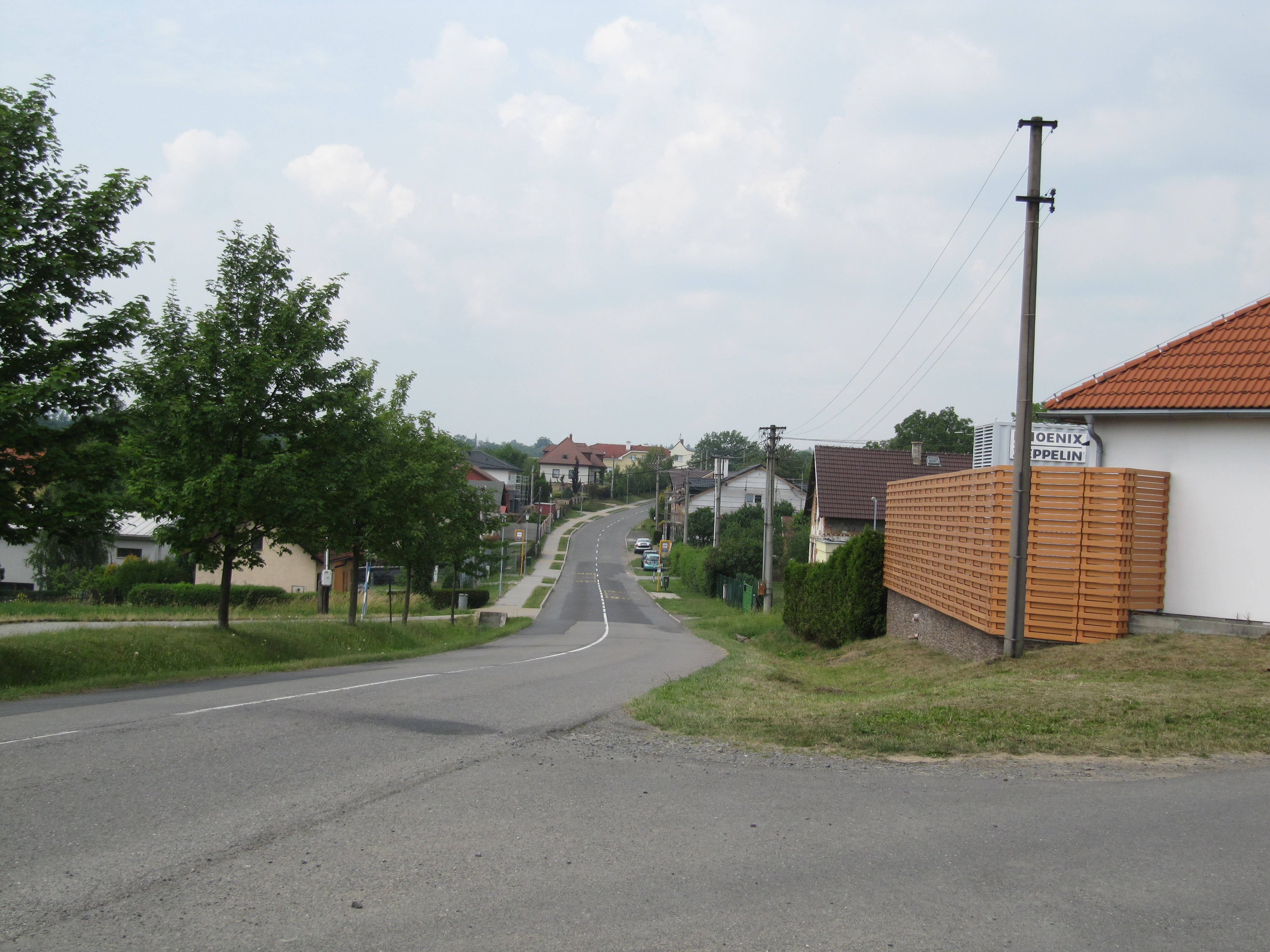
Klimkovice : Husova.
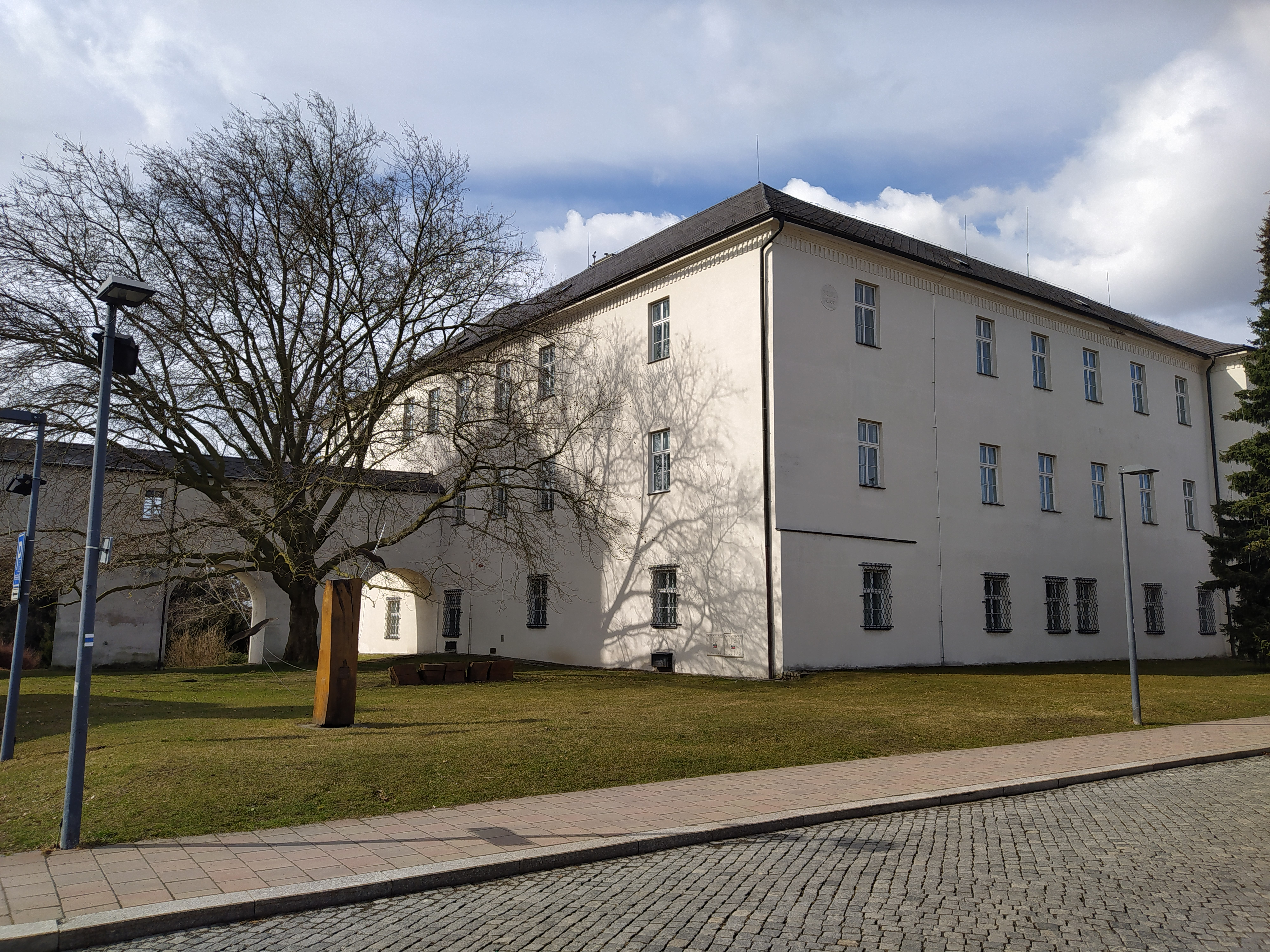
Château de Klimkovice.

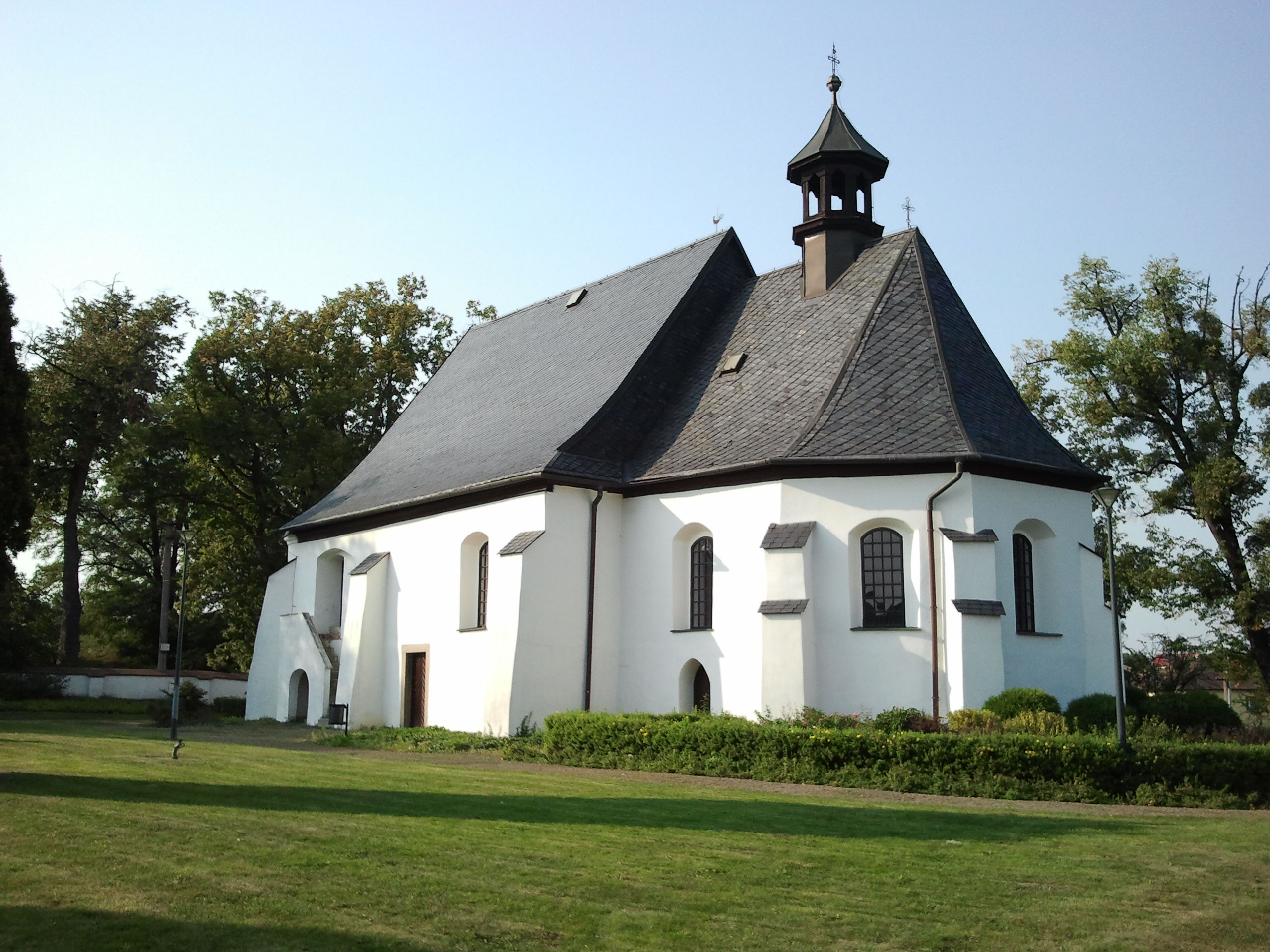
Église de la Sainte-Trinité.
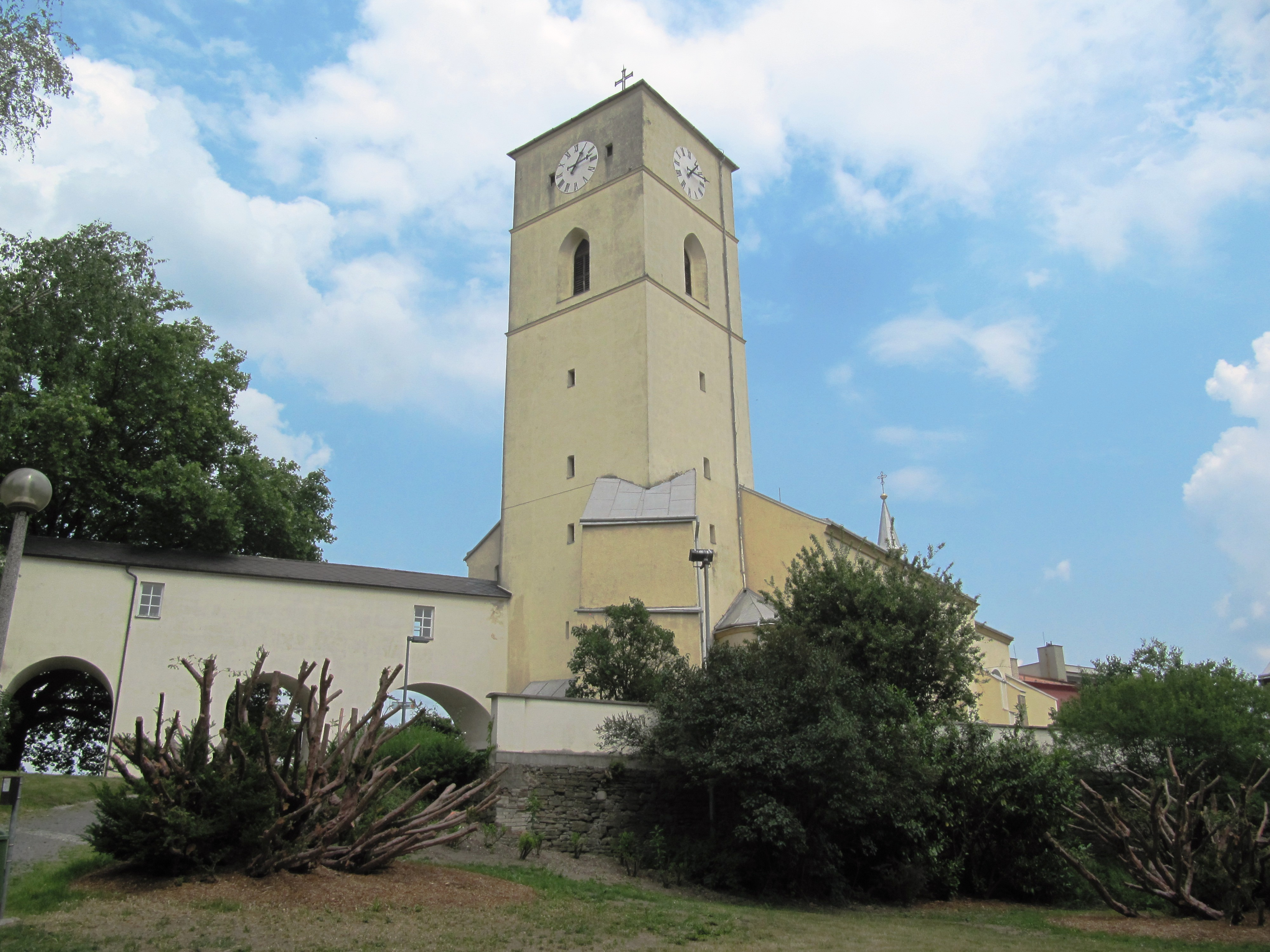
Église Sainte-Catherine.

## Transports
Par la route, Klimkovice se trouve à 17 km du centre d'Ostrava et à 340 km de Prague.
La commune est desservie par un échangeur de l'autoroute D1, qui relie Prague à Ostrava et à la Pologne. L'autoroute contourne le centre urbain par l'ouest et le nord grâce au tunnel de Klimkovice long de 1 100 m.

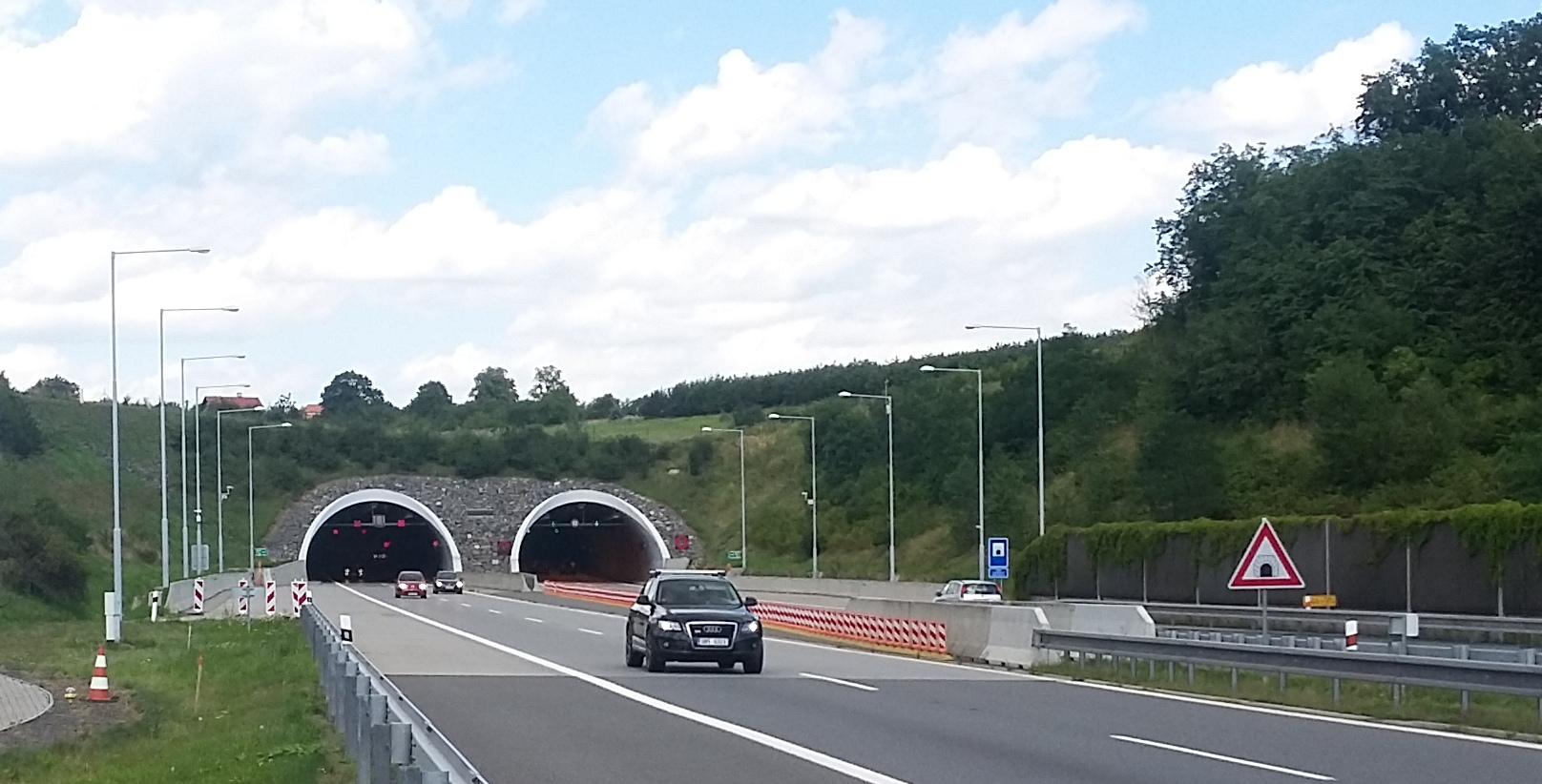
Tunnel autoroutier de Klimkovice.

## Jumelage
- Mikołów (Pologne)
- Ilava (Slovaquie)